# 天空すふぃあ
天空 すふぃあ（てんくう すふぃあ）は、日本の漫画家、イラストレーター。福岡県在住。

## 作品リスト

### 漫画
- 闘真伝（原作：タカラトミー、アスキー・メディアワークス、電撃コミックス、全2巻）
- 空の境界 the Garden of sinners（原作：奈須きのこ・キャラクター原案：武内崇、星海社のウェブサイト「最前線」で連載、既刊12巻）

### ゲーム
- あさき、ゆめみし（澪（MIO）） - 一部キャラクターデザイン、原画
- Fate/Grand Order - 一部キャラクターデザイン